# Sanibel
Sanibel is een eiland en plaats (city) in de Amerikaanse staat Florida, en valt bestuurlijk gezien onder Lee County.

## Demografie
Bij de volkstelling in 2000 werd het aantal inwoners vastgesteld op 6064.
In 2006 is het aantal inwoners door het United States Census Bureau geschat op 5812, een daling van 252 (-4.2%).

## Geografie
Volgens het United States Census Bureau beslaat de plaats een oppervlakte van
85,9 km², waarvan 44,6 km² land en 41,3 km² water. Sanibel ligt op ongeveer 1 m boven zeeniveau.

## Plaatsen in de nabije omgeving
De onderstaande figuur toont nabijgelegen plaatsen in een straal van 24 km rond Sanibel.